# Lyroderma
Lyroderma – rodzaj nietoperzy z rodziny lironosowatych (Megadermatidae).

## Rozmieszczenie geograficzne
Rodzaj obejmuje gatunki występujące w Azji Południowej i Południowo-Wschodniej.

## Morfologia
Długość ciała 70–95 mm, ogona brak, długość ucha 31–45 mm, długość tylnej stopy 14–20 mm, długość przedramienia 56–72 mm; masa ciała 40–60 g.

## Systematyka
Rodzaj (w randze podrodzaju w obrębie Megaderma) zdefiniował w 1872 roku niemiecki zoolog Wilhelm Peters w artykule zatytułowanym O gatunkach z rodzaju Megaderma, opublikowanym w czasopiśmie „Monatsberichte der Königlichen Preussische Akademie des Wissenschaften zu Berlin”. Gatunkiem typowym jest (oznaczenie monotypowe) lironos wielkoskrzydły (L. lyra). Wcześniejsza nazwa – Eucheira – z 1847 roku którą ukuł angielski etnolog i przyrodnik Brian Houghton Hodgson okazała się młodszym homonimem rodzaju motyli opisanym w 1834 roku.

### Etymologia
- Eucheira: gr. ευ eu ‘dobry, ładny, typowy’[6]; χειρ kheir, χειρος kheiros ‘dłoń, ręka’[7]. Gatunek typowy: Megaderma schistacea B.H. Hodgson, 1847 (= Megaderma lyra É. Geoffroy Saint-Hilaire, 1810).
- Lyroderma: gr. λυρα lura ‘lira’; δερμα derma, δερματος dermatos ‘skóra’[8].

### Podział systematyczny
Do rodzaju należą następujące gatunki:
| Grafika | Gatunek           | Autor i rok opisu                 | Nazwa zwyczajowa       | Podgatunki         | Rozmieszczenie geograficzne | Podstawowe wymiary                                     | Status IUCN |
| ------- | ----------------- | --------------------------------- | ---------------------- | ------------------ | --- | ------------------------------------------------------ | ----------- |
|         | Lyroderma lyra    | (É. Geoffroy Saint-Hilaire, 1810) | lironos wielkoskrzydły | gatunek monotypowy | skrajnie wschodni Afganistan, Pakistan, Indie, Sri Lanka, Nepal, Bangladesz i zachodnia Mjanma; być może Bhutan; zakres wysokości: do 950 m n.p.m. | DC: 7–9,5 cm DO: bezogonowy DP: 5,6–7,2 cm MC: 40–60 g | LC          |
|         | Lyroderma sinense | (Andersen & Wroughton, 1907)      |                        | gatunek monotypowy | południowa i południowo-zachodnia Chińska Republika Ludowa, południowa Mjanma, Tajlandia, Laos, Wietnam, Kambodża oraz półwyspowa Malezja          | DC: 7–9,5 cm DO: bezogonowy DP: 5,6–7,2 cm MC: 40–60 g | NE          |

Kategorie IUCN:  LC  – gatunek najmniejszej troski;  NE  – gatunki niepoddane jeszcze ocenie.